# Трусина (Берковићи)
Трусина је насељено мјесто у општини Берковићи, у Републици Српској, Босна и Херцеговина. Према попису становништва из 2013. у насељу је живјело 59 становника.

## Географија
Село је у ували равнога дна на висини око 1000 метара. Кроз увалу тече рјечица Кошута, која дно чешће плави.
Село се дијели на махале: Драган, Пићевићи, Рупари и Кошута, која се опет распадају на грпице, а двије су куће одвојене у пољу. У селу има свега 26 кућа.
Мисли се да је село добило име по томе што овдје почиње најприје снијег трусити.
Један део сељака носи хумњачку, а други део горњашку ношњу.

## Историја
На сред села, на Градини, имају развалине Херцегова града у коме се Херцег војвода бранио од Турака. Има још неколико средњовјековних гробница и старих чатрња.

## Презимена
- Рупар
- Радан
- Медан
- Куљић
- Миливојевић
- Вукоје
- Самарџић
- Граховац

## Становништво
| Националност       | 2013. | 1991. | 1981. | 1971. | 1961. |
| Срби               | 59    | 117   | 164   | 206   | 256   |
| Југословени        | —     | 5     | 8     |       |       |
| Муслимани          |       |       |       | 2     |       |
| остали и непознато |       |       | 1     |       |       |
| Укупно             | 59    | 122   | 173   | 208   | 256   |

| Демографија Доња Трусина Доња Трусина Доња Трусина | Демографија Доња Трусина Доња Трусина Доња Трусина | Демографија Доња Трусина Доња Трусина Доња Трусина |
| Година                                             | Становника                                         | Становника                                         |
| -------------------------------------------------- | -------------------------------------------------- | -------------------------------------------------- |
| 1961.                                              | 256                                                |                                                    |
| 1971.                                              | 208                                                |                                                    |
| 1981.                                              | 173                                                |                                                    |
| 1991.                                              | 122                                                |                                                    |
| 2013.                                              | 59                                                 |                                                    |

## Знамените личности
- Продан Рупар, Вођа устанка у Херцеговини — Невесињска пушка 1874-1875
- Јован Рупар, Херцеговачки устаник који је у јуну 1941 ранио Мија Бабића — Ђованија, заповједника свих усташких логора у НДХ који је од посљедица рањавања преминуо.